# Ашкар, Жильбер
Жильбер Ашкар (фр. Gilbert Achcar, араб. جلبير الأشقر‎; родился 5 ноября 1951 года в Дакаре, Сенегал) — франко-ливанский политический исследователь, писатель, социалист троцкистского толка и антивоенный активист. Один из лидеров Революционной коммунистической лиги, французской секции Четвертого интернационала, и её преемницы Новой антикапиталистической партии.
Выступал с резкой критикой империализма как американского, особенно администрации Джорджа Буша-младшего и её вторжений в Афганистан и Ирак, так и российского (и вообще незападных авторитарных режимов, называя их поддержку некоторыми западными левыми «антиимпериализмом дураков»). Активно поддерживая революции «Арабской весны», агитировал против правительств, включая ливийское и сирийское, консультировал сирийскую оппозицию. С началом полномасштабного российского вторжения против Украины провозгласил солидарность с украинским народом.

## Биография
Постоянно жил в Ливане до своего переезда во Францию в 1983 году. Ашкар является профессором политики и международных отношений в Университете Париж-8 (Винсен — Сен-Дени), с 2007 года — профессором прикладных исследований и международных отношений Школы восточных и африканских наук Лондонского университета. Часто печатается в изданиях «Le Monde diplomatique», «Z Communications» и «International Viewpoint», сотрудничает с Международным институтом исследований и образования (МИИО). Член жюри Дойчеровской мемориальной премии.

## Исследования
Исследовательские интересы Жильбера Ашкара включают: политическую экономию и социологию глобализации, глобальную структуру власти и «большую стратегию» («grand strategy»), развертывание глобальной гегемонии Соединенных Штатов и устремления других империалистических центров, политическое и экономическое развитие стран Ближнего Востока и Северной Африки (в том числе события, причины и последствия «Арабской весны»), социологию религии в целом, и ислама и исламского фундаментализма в частности, социальные изменения и социальные теории. Он также является автором фундаментальной монографии «Арабы и Холокост» (2010), в которой рассматривает контакты между арабскими лидерами и нацистами и их влияние на последующие арабо-израильские отношения и, по словам Тарика Али, деконструирует многие упрощённые мифы.